# Oscar Möller (fotbollsspelare)
Johan Oscar Möller, född 15 april 1987 i Västervik, Sverige, är en svensk före detta fotbollsspelare. Möller spelade större delen av sin karriär i Åtvidabergs FF där han gjorde 186 ligamatcher och 40 mål. 

## Klubblagskarriär
Möllers moderklubb var Västerviks FF.  Inför säsongen 2007 gick han till Åtvidabergs FF som då spelade i Superettan. Han gjorde sin ligadebut för klubben den 16 april 2007 i en 1–0-förlust borta mot IFK Norrköping då han bytes in i den 72:e matchminuten istället för Haris Radetinac. Han gjorde totalt tio mål under sin debutsäsong för klubben. Den 10 maj 2011 gjorde Möller ett av målen när Åtvidaberg slog ut AIK i Svenska cupen med 3–0. 2011 blev även den främsta säsongen för Möller som gjorde 12 mål samt det avgörande målet i Sundsvall när klubben säkrade det allsvenska avancemanget i 1–0-seger i den näst sista omgången. Efter sina insatser under säsongen förlängde han sitt kontrakt med klubben fram till och med 2013.
Han spelade totalt 186 ligamatcher och gjorde 40 mål under sin tid i Åtvidaberg. Efter säsongen 2013 fick Möller inte förnyat kontrakt med Åtvidaberg och han lämnade därmed klubben.
Möller skrev den 28 februari 2014 på för Division 3-klubben BK Derby från Linköping. Han valde samtidigt att satsa på sin civila karriär inom försäkringsbranschen vilket han kom att kombinera med fotbollen. Han spelade 25 matcher och gjorde sex mål för klubben i seriespel 2014 och 2015.